# Quarna Sopra
Quarna Sopra – miejscowość i gmina we Włoszech, w regionie Piemont, w prowincji Cusio Ossola. Znajduje się około 75 kilometrów od lotniska Malpensa w Mediolanie, 140 kilometrów na północny wschód od Turynu i około 15 kilometrów na południowy zachód od Verbanii.
Według danych na rok 2004 gminę zamieszkiwało 318 osób, 35,3 os./km².